# Chuck (seriál)
Chuck je americký akční, komediální televizní seriál vytvořený Joshem Schwartzem a Chrisem Fedakem. Seriál pojednává o pracovníkovi v obchodě s elektronikou "Buy More", který dostal e-mail od svého starého přítele z vysoké školy pracujícího pro CIA. Zpráva uložila jedinou kopii světově největších špionážních tajemství do Chuckova mozku.

## Děj
Chuck Bartowski (Zachary Levi) je sociálně nemotorný mladý muž mezi dvaceti a třiceti lety v Burbanku v Kalifornii, který pracuje jako počítačový expert v Nerd Herd v místním obchodě s elektronikou Buy More (parodie na Geek Squad společnosti Best Buy) se svým nejlepším přítelem Morganem Grimesem (Joshua Gomez). Chuckova sestra Ellie (Sarah Lancaster) je lékařka, která dělá vše v jeho zájmu a pomáhá mu najít přítelkyni. Do toho vstupuje také Elliein snoubenec, Devon "Kapitán Suprák" Woodcomb (Ryan McPartlin), rovněž doktor, který se snaží Chuckovi také zajistit sociální život. V noci po své oslavě narozenin dostane Chuck e-mail od svého bývalého spolubydlícího ze Stanfordu, Bryce Larkina (Matt Bomer), který je v té době zběhlý CIA agent. Když e-mail otevře, celá databáze všech tajných vládních informací USA, nervový superpočítač zvaný Intersect, se mu uloží do mozku. Národní bezpečnostní agentura a CIA chtějí informace vrátit a vyšlou své vlastní agenty, Majora Johna Caseyho (Adam Baldwin) a Sarah Walker (Yvonne Strahovski), aby získali data zpět. Sarah Walkerová a John Casey poté ochraňují Chucka před nástrahami, které na něj čekají. Na konci 2. řady se starý Intersect podaří z hlavy Chucka dostat, ale nahraje se mu do hlavy nový Intersect 2.0, který byl pro Bryce Larkina, kterého ale zabili členové Fulcrumu (společenství uvnitř CIA, které se snaží zjistit, kdo je lidský Intersect). Ve třetí řadě se Chuck učí ovládat nový Intersect, "Kapitán Suprák" bude dělat pár misí pro CIA, Chuck a Sarah se dají dohromady. Vrátí se i Chuckův otec, toho zabije Daniel Shaw, který je dvojitým agentem. Ve čtvrté řadě se Chuck rozhodne najít svou matku. Chuck si vezme Sarah za ženu, Chuckův tým dostane padáka ze CIA a Morgan najde v krabici Chuckových věcí brýle a na nich je OD BECKMANOVÉ, PRO CHUCKA. Nasadí si je, Morgan se stane novým Intersectem Carmichael Industries. Poté se zjistí, že Beckmanová Chuckovi ty brýle nedala, ale byl to Clyve Decker – člověk, který zapříčinil to, že byli Chuck, Sarah a Casey vyhozeni ze CIA. Také se zjistí, že někdo uvnitř CIA vede organizaci na zničení Chucka.

## Fiktivní postavy anebo organizace ze seriálu

### Fulcrum
Fulcrum je imaginární tajná organizace uvnitř CIA v seriálu Chuck, operující mimo zákon, za účelem získání světové nadvlády. Tato organizace spadá pod mocnější jménem Ring.

### Ring
Kruh (v originálním jazyce The Ring) je zločinecká organizace v seriálu Chuck. Chuck se s ní seznámí na konci 2.řady. Kruh vytvoří vlastní Intersect, který si potom nahraje Daniel Shaw. Kruh se snaží získat nadvládu nad CIA a NSA. Šéfové Kruhu se nazývají stařešinové, je jich pět. Pod Kruh spadá i organizace Fulcrum, která na konci druhé řady Chucka zanikne. Kruh je poražen na konci 3.série díky Chuckovi, Sarah a Caseymu.
Kruh používá svůj vlastní druh telefonu ve tvaru kruhu. O Kruhu se poprvé Chuck dozvídá, když Bryce Larkin umírá v sálu Intersectu. Bryce řekne, že Fulcrum je jen jedna část Kruhu. V díle 'Chuck a Tic Tac' chce po Caysem jeho bývalý velitel, aby ukradl jednu pilulku pro Kruh. V akcích proti Kruhu se objeví i Devon "Kapitán Suprák" Woodcomb, o kterém si Kruh myslí, že je agent CIA.
Kruh je zničen v epizodě 'Chuck vs. The Ring (Part 2)'.
Daniel Shaw nějaký čas chodil se Sarah. Jenže pak zjistil jednu zásadní informaci – Sarah kdysi dávno skládala „rudý test“ (měla zabít nějakého člověka, ženu, aby dokázala, že může být skutečným agentem). Netušila, že tou ženou je Evelin, manželka Daniela Shawa, identita její první oběti jí zůstala roky skryta. Když Daniel Shaw zjistil, kdo mu zabil ženu, rozhodl se pomstít. Přidal se ke Kruhu a pokusil se Sarah zabít. Shaw se v 5. sérii Chucka vrátí a opět se pokusí zabít Sarah i Chucka.

## Vysílání
| Řada | Díly | Premiéra v USA | Premiéra v USA  | Vydání DVD     | Premiéra v ČR     | Premiéra v ČR      |
| Řada | Díly | První díl      | Poslední díl    | Vydání DVD     | První díl         | Poslední díl       |
| ---- | ---- | -------------- | --------------- | -------------- | ----------------- | ------------------ |
| 1    | 13   | 24. září 2007  | 24. ledna 2008  | 16. září 2008  | 1. dubna 2009     | 24. června 2009    |
| 2    | 22   | 29. září 2008  | 27. dubna 2009  | 12. října 2009 | 26. ledna 2010    | 8. března 2010     |
| 3    | 19   | 10. ledna 2010 | 24. května 2010 | 7. září 2010   | 6. listopadu 2010 | 8. ledna 2011      |
| 4    | 24   | 20. září 2010  | 16. května 2011 | 3. října 2011  | 28. srpna 2011    | 19. listopadu 2011 |
| 5    | 13   | 28. října 2011 | 27. ledna 2012  | 27. ledna 2012 | 27. dubna 2013    | 8. června 2013     |

### Anaglyfické 3D vysílání
Druhého února 2009 se Chuck stal prvním televizním seriálem vysílaným v 3D pomocí anaglyfické stereoskopie. Takto natočena a odvysílána byla pouze dvanáctá epizoda druhé série. Při vysílání bylo použito stereoskopického systému ColorCode 3D. Tento systém byl již předtím použit při vysílání finále amerického SuperBowlu.

## Fotogalerie

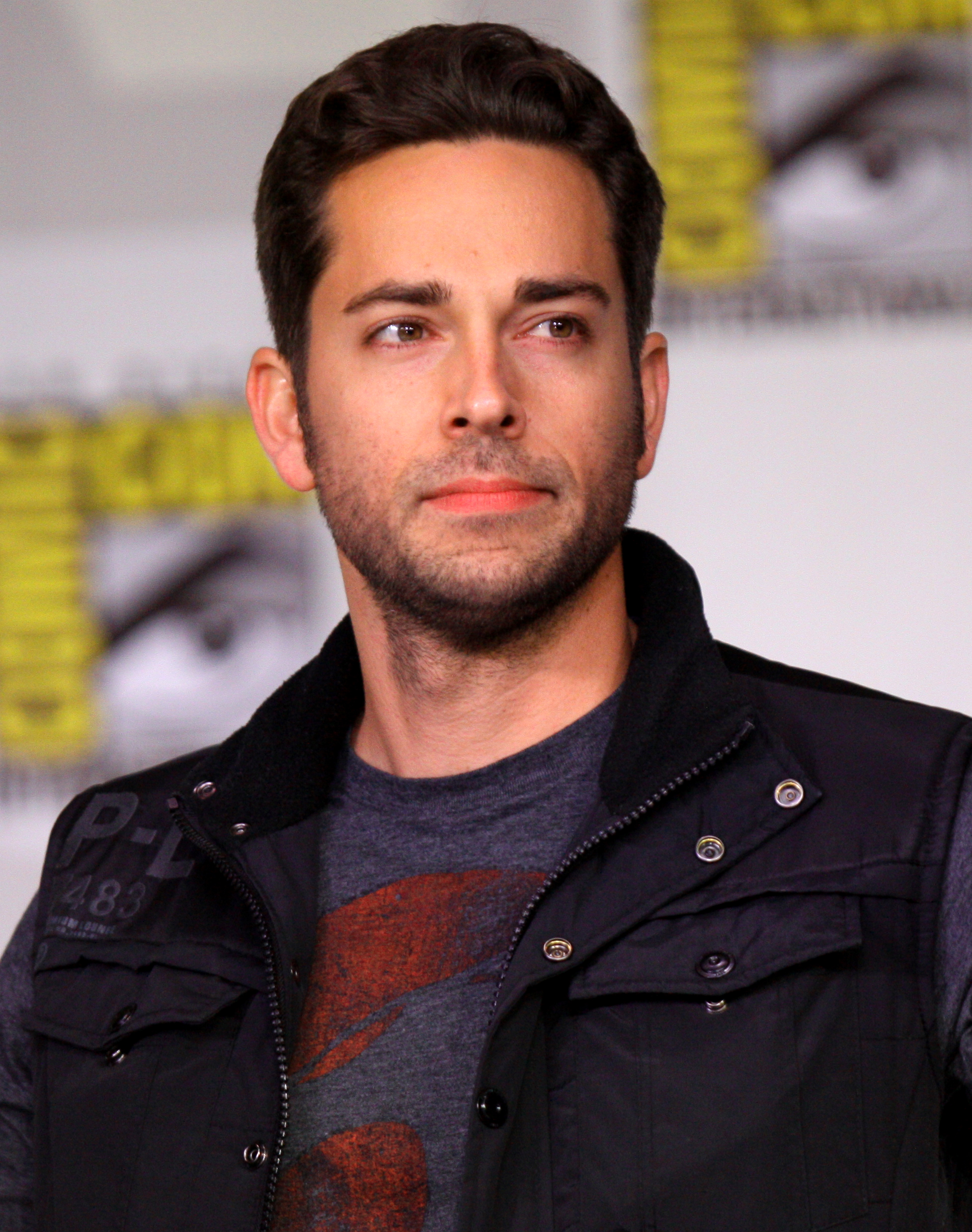
Zachary Levi na Comic Conu 2011 v San Diegu